# Роґотвурськ
Роґотвурськ (пол. Rogotwórsk) — село в Польщі, у гміні Дробін Плоцького повіту Мазовецького воєводства.
Населення — 67 осіб (2011).
У 1975-1998 роках село належало до Плоцького воєводства.

## Демографія
Демографічна структура станом на 31 березня 2011 року:
|          | Загалом | Допрацездатний вік | Працездатний вік | Постпрацездатний вік |
| -------- | ------- | ------------------ | ---------------- | -------------------- |
| Чоловіки | 39      | 12                 | 22               | 5                    |
| Жінки    | 28      | 9                  | 15               | 4                    |
| Разом    | 67      | 21                 | 37               | 9                    |